# Élisabeth Fuchs
Pour les articles homonymes, voir Fuchs.
Élisabeth Fuchs, née le 27 septembre 1866 à Wintzenheim et morte le 6 février 1946 à Paris, est une dirigeante associative française. Fondatrice de l'Union chrétienne des jeunes filles (UCJF) de la rue de Naples, ainsi que d'un foyer de jeunes filles, elle fait partie des pionnières du scoutisme féminin laïque,.

## Biographie
Cadette d'une fratrie de quatre enfants, Élisabeth Fuchs est née dans une famille protestante alsacienne. De petite taille, elle aurait été diagnostiquée naine. Son père, Edmond Fuchs, est géologue et ingénieur du corps des mines. Sa mère, Henriette Fuchs, née Ledoux, est musicienne, fondatrice de la société chorale Concordia et autrice de L’Opéra et le Drame musical d’après l’Œuvre de Richard Wagner,. Son frère, Paul Fuchs, est journaliste au Figaro.

### Responsable de l'Union chrétienne de jeunes filles rue de Naples
À partir des années 1890, elle s'implique dans une section de l'Union chrétienne des jeunes filles (UCJF), rue de Naples à Paris, qui sera le lieu principal de ses activités. Avec la volonté d'y construire un foyer d'hébergement pour jeunes filles, elle anime pendant plusieurs années une recherche de financements. C'est dans ce contexte qu'elle rencontre en 1910 Marguerite de Pourtalès, proche du Conseil national des femmes françaises, dont le concours sera précieux. Celle-ci devient présidente de l'UCJF de Naples, et Élisabeth Fuchs vice-présidente. Un journal mensuel est édité, Le Muguet et de nombreuses causeries et expositions y ont lieu.
Le foyer ouvre ses portes le 10 mars 1912, et Élisabeth Fuchs en est directrice. Il peut accueillir initialement 85 jeunes filles, ayant fait leur communion, étudiantes ou travailleuses. Il héberge également une section de la Ligue pour le suffrage des femmes. Élisabeth Fuchs conduit par la suite plusieurs travaux d'extension, portant la capacité à 160 places en 1922.
Le foyer, en plus de l'hébergement, propose aussi des activités : études bibliques, cours d'hygiène, séjours à la campagne, conférences, cours de gymnastique. Ces derniers sont animés par Irène Popard.

### Pionnière du scoutisme féminin
À partir de 1911, la naissance du scoutisme pour les jeunes garçons conduit, au sein de la région Seine de l'UCJF, à des discussions sur une adaptation pour les filles. Ces discussion sont animées notamment par Suzanne Carr, figure importante des œuvres caritatives protestantes,. Élisabeth Fuchs fait partie des premières femmes à initier une section de girl guides, qui prend rapidement le nom d'Éclaireuses,,. Cette section, rattachée au foyer de la rue de Naples, réalise sa première sortie le 6 juin 1912 à Chaville. D'autres sections naissent en parallèle, notamment à la Maison Verte, un lieu rattaché à la Mission populaire évangélique, sous l'impulsion de Camille Savary. En 1915, Antoinette Butte rencontre Élisabeth Fuchs, et s'inspire entre autres de l'expérience pour créer le mouvement des Éclaireuses unionistes.
Sous l'impulsion d’Élisabeth Fuchs, la section des éclaireuses de Paris-Naples se constitue en association indépendante en 1914, tandis que les sections d'éclaireuses unionistes s'organisent initialement au sein des UCJF. Julie Siegfried est présidente d'honneur de cette association, et Renée de Montmort siège à son comité. Bien que le foyer soit rattaché à une paroisse protestante, Élisabeth Fuchs, secrétaire générale, fait le choix d'ouvrir l'adhésion à « toute jeune fille de 10 à 18 ans, sans distinction de religion ». Cette volonté d'indépendance fait l'objet de critiques, tant initialement au sein des UCJF que plus tard, au sein de la Fédération française des éclaireuses que les éclaireuses de la rue de Naples intègrent tardivement, au sein de la section neutre.
Durant la Seconde Guerre mondiale, alors que le scoutisme est interdit en Zone occupée, Élisabeth Fuchs accompagne la poursuite des activités des éclaireuses de Naples sous des appellations différentes, par discrétion.

### Après-guerre
Après la Première Guerre mondiale, elle part aux États-Unis dans une école unioniste, où elle réalise des conférences sur la jeune fille et la femme. Elle poursuit cette activité de conférencière à son retour en France,.
À partir de 1919, elle fait partie du conseil provisoire de la branche française de la Young Women's Christian Association (YWCA), constituée après la guerre afin d'améliorer les conditions des femmes en France. Elle y siège notamment avec Antoinette Butte et Violette Mouchon.

## Distinctions
En 1934, Élisabeth Fuchs est faite chevalier de la Légion d’honneur pour ses multiples responsabilités au sein de l'Union chrétienne de jeunes filles et pour la création des éclaireuses en 1912.
En 1941, elle reçoit le prix Audiffred décerné par l'Académie des sciences morales et politiques.
Le prix Marie Laurent lui est décerné à titre posthume par l'Académie des sciences morales et politiques, pour récompenser l'accomplissement d'actes de vertu ou de dévouement.